# Aeroportul San Ramón
Aeroportul San Ramón (IATA: SRD, ICAO: SLRA) este un aeroport din Beni, Bolivia ce deservește zona San Ramón⁠(d).
Situat la o altitudine de 140 m, aeroportul dispune de o singură pistă.